# Pogonomyrmex bispinosus
Pogonomyrmex bispinosus är en myrart som först beskrevs av Maximilian Spinola 1851.  Pogonomyrmex bispinosus ingår i släktet Pogonomyrmex och familjen myror. Inga underarter finns listade i Catalogue of Life.

## Bildgalleri

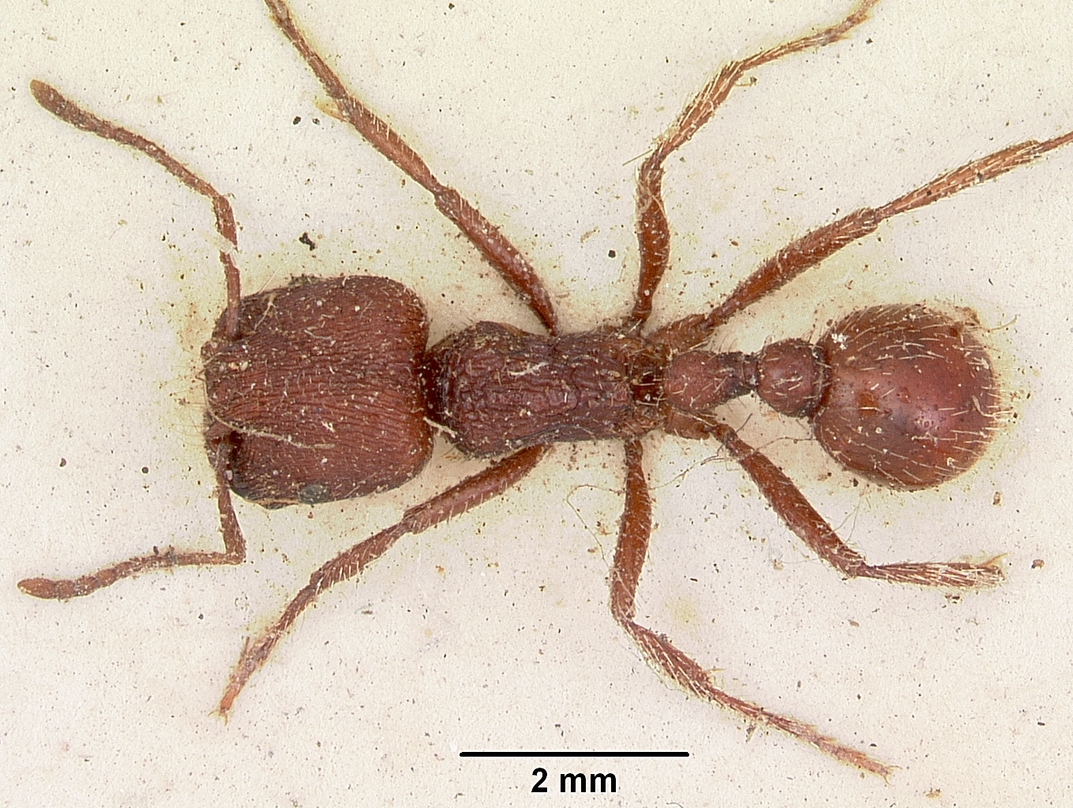
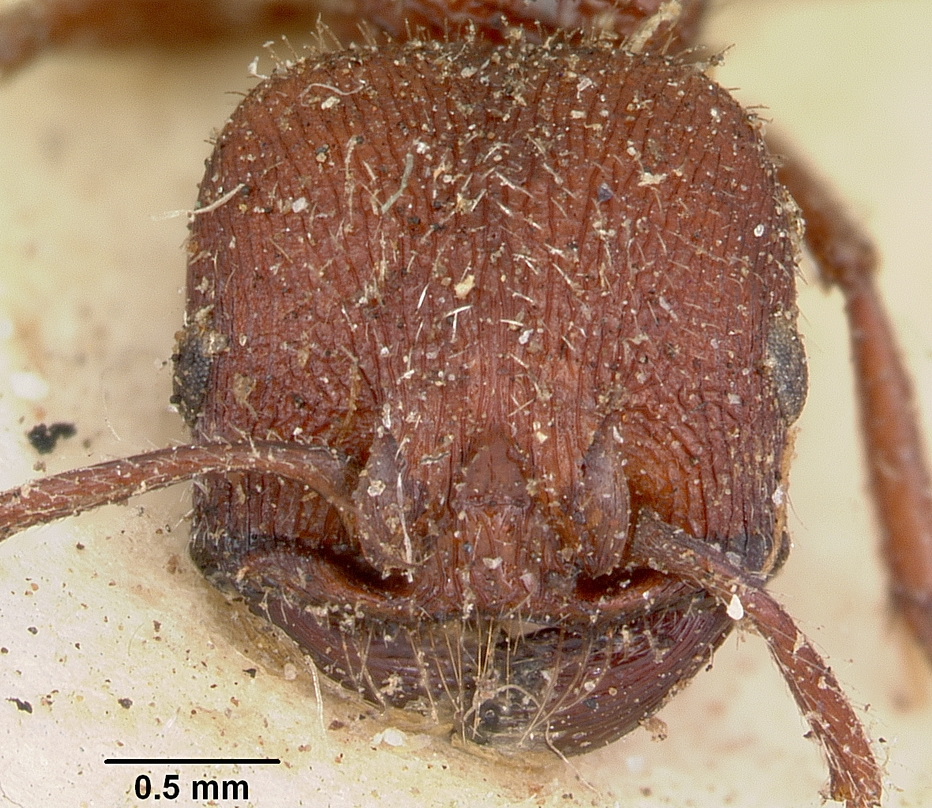
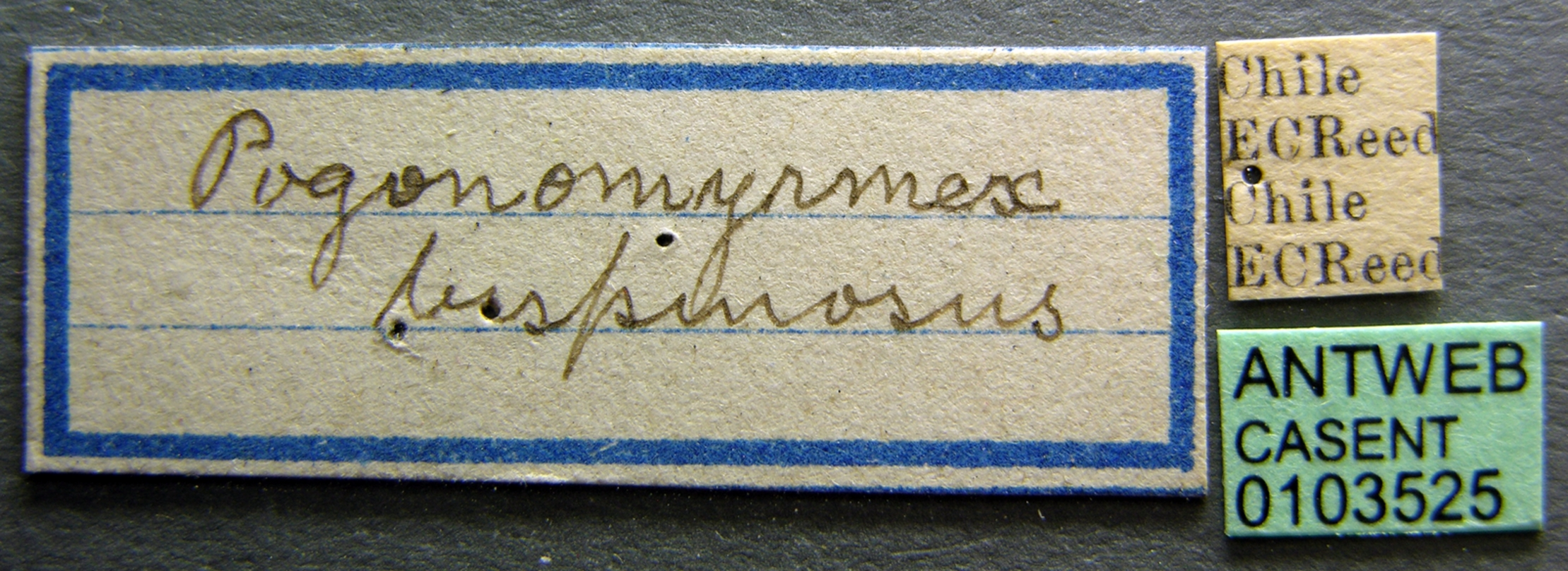
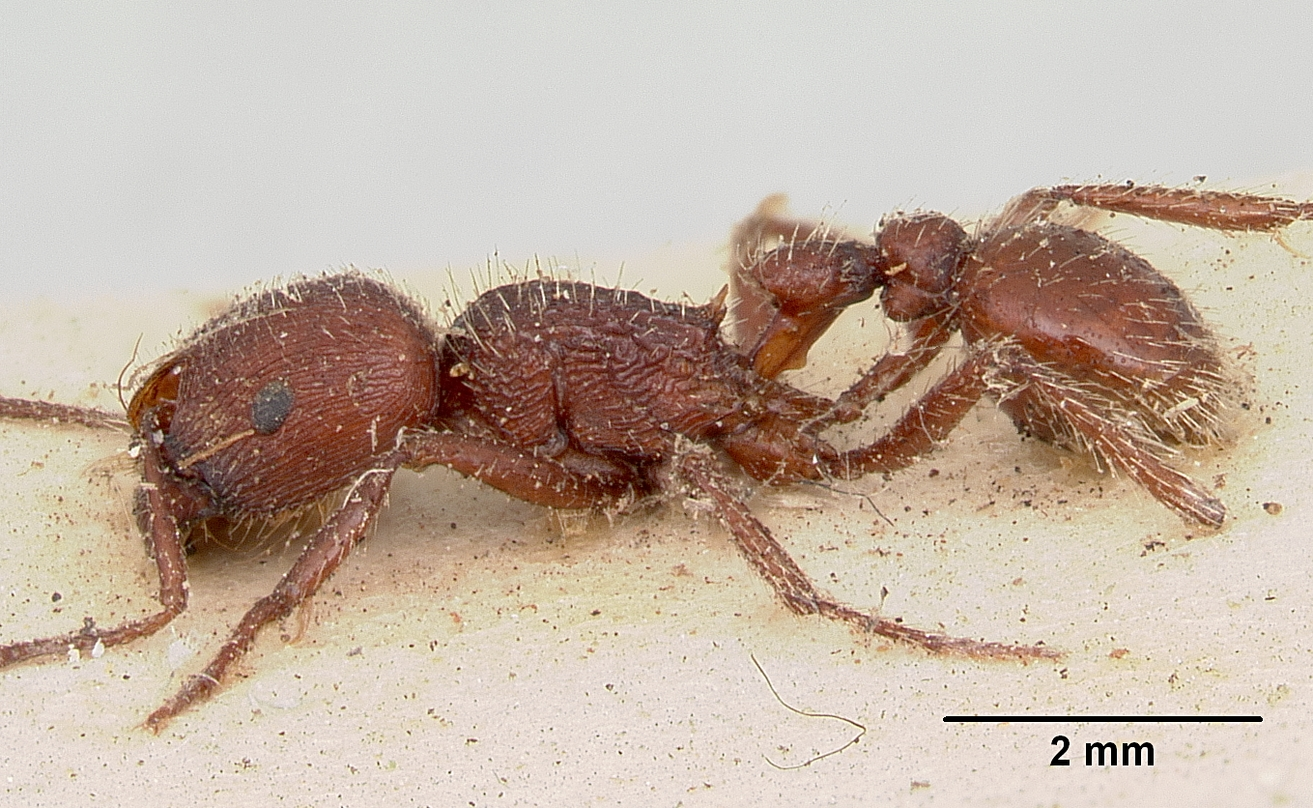
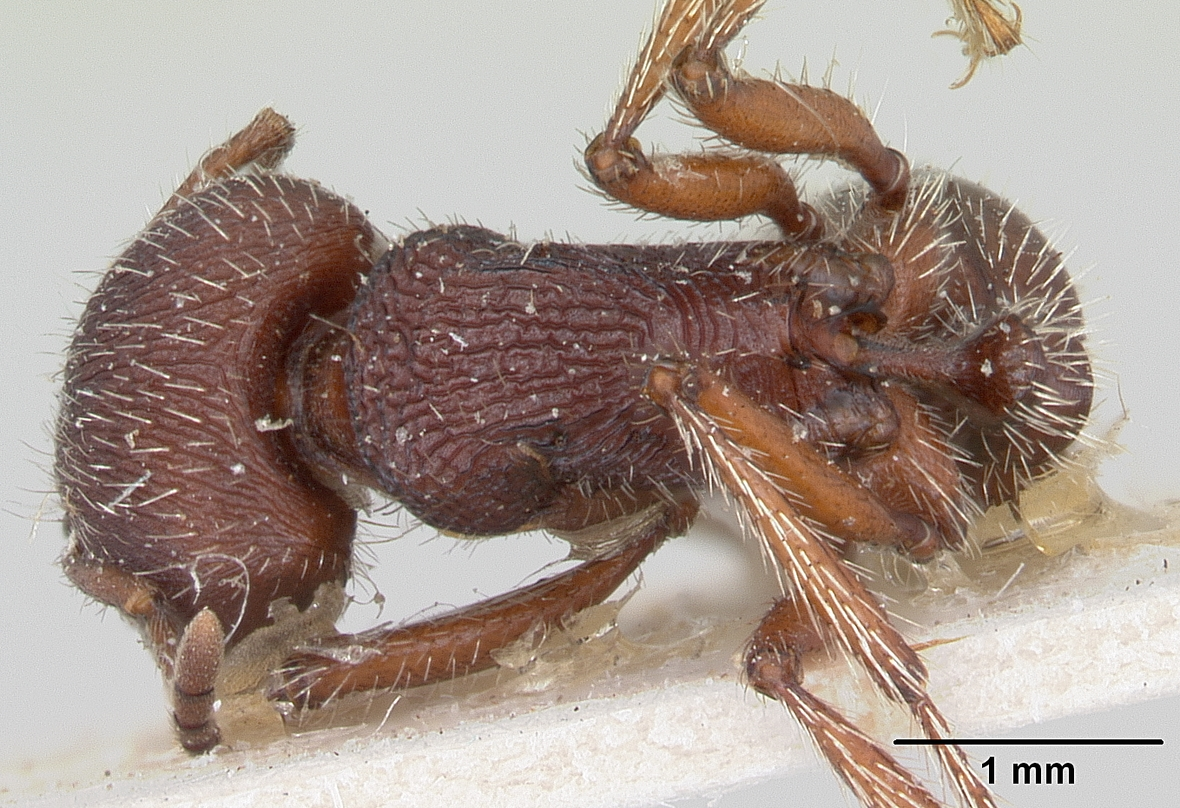
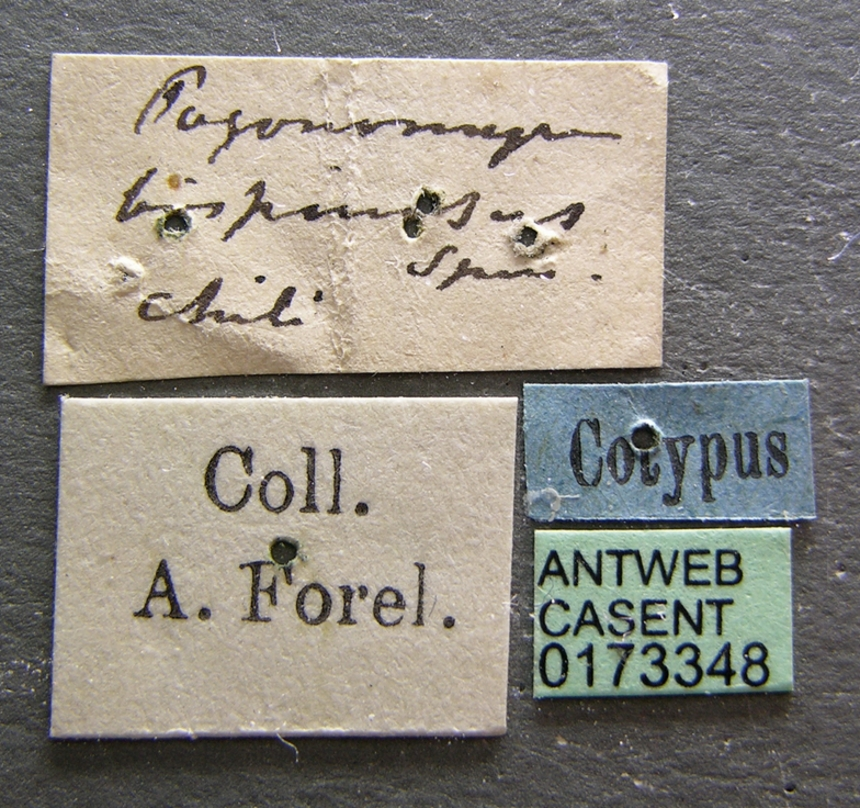